# Belcastel (Tarn)
Belcastel è un comune francese di 200 abitanti situato nel dipartimento del Tarn nella regione dell'Occitania.

## Società

### Evoluzione demografica
Abitanti censiti